# 7 tháng 10
Ngày 7 tháng 10 là ngày thứ 280 (281 trong năm nhuận) trong lịch Gregory. Còn 85 ngày trong năm.

## Sự kiện
- 951 – Liêu Thế Tông Da Luật Nguyễn bị Thái Ninh vương Da Luật Sát Cát sát hại khi đang hành quân về phía nam để tiến đánh Hậu Chu.
- 1571 – Liên quân các nước Ki–tô giáo phương Tây tiêu diệt hạm đội của đế quốc Ottoman ở vịnh Corinth trọng trận trận Lepanto.
- 1919 – Hãng hàng không quốc gia KLM của Hà Lan được thành lập, là hãng hàng không lâu năm nhất vẫn hoạt động với tên gọi ban đầu.
- 1933 – Năm hãng hàng không của Pháp hợp nhất thành Air France.
- 1947 – Chiến tranh Đông Dương: Một binh đoàn quân dù Pháp nhảy xuống Bắc Kạn để tiến công Việt Minh, mở màn Chiến dịch Việt Bắc.
- 1949 – Cộng hòa Dân chủ Đức được thành lập với việc thông qua hiến pháp.
- 1976 – Một ngày sau khi ra lệnh bắt "bè lũ bốn tên", Hoa Quốc Phong kế nhiệm Mao Trạch Đông làm Chủ tịch Ủy ban Trung ương Đảng Cộng sản Trung Quốc.
- 2006 – Nhà báo và nhà hoạt động nhân quyền người Nga Anna Politkovskaya bị sát hại tại Moskva.

## Sinh
- 1885 – Niels Bohr, nhà vật lý người Đan Mạch, được nhận giải Nobel (m. 1962)
- 1900 – Heinrich Himmler, Thống chế SS (m. 1945)
- 1952 – Vladimir Vladimirovich Putin, tổng thống Nga (2000 – 2008, 2012 – Đương nhiệm), thủ tướng Nga (2008 – 2012)
- 1973 — Sami Hyypiä, cựu cầu thủ bóng đá người Phần Lan
- 1981 - Bằng Cường, ca sĩ người Việt Nam
- 1985 - Ngân Khánh, nữ diễn viên, ca sĩ Việt Nam
- 1988 – Diego Costa, cầu thủ bóng đá người Tây Ban Nha
- 1990 - Phan Thị Mơ, Hoa hậu Đại sứ Du lịch Thế giới 2018
- 1997 - Quang Hùng MasterD, ca sĩ kiêm sáng tác nhạc, nhà sản xuất thu âm và rapper người Việt Nam
- 1998 - Trent Alexander-Arnold, cầu thủ bóng đá người Anh

## Mất
- 1878 – Nguyễn Phúc Miên Thần, tước phong Nghi Hòa Quận công, hoàng tử con vua Minh Mạng (s. 1817).